# Lars August Hollander
Lars August Hollander, född 9 december 1819 i Seglora församling, Älvsborgs län, död 4 oktober 1898 i Hedvig Eleonora församling, Stockholms stad, var en svensk rådman och politiker. Han var rådman i Borås och riksdagsman för borgarståndet i Borås vid ståndsriksdagen 1865–1866.